# Jacob Adriaan Nicolaas Patijn
Jacob Adriaan Nicolaas Patijn (né le 9 février 1873 à Rotterdam - décédé le 13 juillet 1961 à La Haye) est un diplomate et politicien néerlandais libéral sans affiliation partisane.  Il est ministre des Affaires étrangères des Pays-Bas du 1er octobre 1937 au 12 août 1939. 

## Famille et formation
J.A.N. Patijn fait partie de la famille Patijn qui a fourni de nombreux politiciens aux Pays-Bas. Il est le fils de Jacob Gerard Patijn, avocat et homme politique, et d'Adriana Jacoba Clasina Veeren. En 1903, il épouse Rudolphine van Doorn (1880-1923) et, après sa mort de celle-ci à un âge relativement jeune, il se remarie avec Elisabeth Wilhelmina Malwina de Brauw (1881-1954). De ces deux mariages, aucun enfant n'est né.
J.A.N. Patijn a fait ses études secondaires à La Haye puis a étudié le droit à l'Université de Leyde à partir de 1892. En 1897, il soutient sa thèse sur le Droit du dimanche (Zondagswetgeving). Il complète ces études par une année supplémentaire à l'École libre des sciences politiques à Paris.

## Carrière

### Débuts comme diplomate puis fonctionnaire
En 1898, J.A.N. Patijn entre comme attaché à l'ambassade du Royaume du Siam à Paris et, à la fin 1899, il part pour Bangkok pour un an en tant que conseiller pour la réforme législative siamoise. Il fait ensuite un voyage au long cours, visitant notamment le Japon. 
A son retour aux Pays-Bas, il occupe divers postes dans la fonction publique. En 1902, il est nommé secrétaire du Conseil des mines, qui est créé cette année-là. En 1903, il entre au secrétariat de la ville de La Haye, dont on lui confie bientôt la direction. A ce poste, il travaille à l'amélioration des conditions de travail du personnel municipal. Il fonde une bourse municipale du travail et est l'un des fondateurs de l'Association des bourses municipales du travail. À partir de 1908, il met en pratique ses idées sur la réglementation des relations sociales et économiques au sein du département de l'assurance du travail du ministère de l'agriculture, de l'industrie et du commerce, qui prépare plusieurs lois sociales. Il joue personnellement un rôle important dans la mise au point de la loi sur l'assurance maladie de 1912.

### Maire de Leeuwarden et de La Haye
Reconnu pour ses capacités de juriste, d'administrateur mais aussi de débatteur, il est nommé maire de Leeuwarden, capitale provinciale de la Frise, du 1er octobre 1911 jusqu'en 1918, et il y est simultanément juge suppléant du tribunal de district de 1912 à 1918. C'est une période difficile au cours de laquelle il doit notamment gérer les tensions avec la minorité socialiste du conseil municipal et, en 1917-1918, l'accueil de 3000 évacués belges. 
En septembre 1918, il devient maire de La Haye, succédant à H.A. van Karnebeek, nommé ministre des Affaires étrangères. Ses plans d'expansion du territoire municipal réussissent en ce qui concerne Loosduinen, mais échouent en ce qui concerne Voorburg et Rijswijk. Sous sa direction sont créés cinq parcs urbains. Malgré la proximité avec la politique nationale que lui apporte ce poste de maire de la ville où siègent les institutions gouvernementales et parlementaires nationales, il ne s'engage pas dans cette voie. En mars 1926, il décline même la proposition qui lui est faite de former un nouveau gouvernement après la chute du gouvernement Colijn. Par nature assez autoritaire et dirigiste, sa gestion municipale ne va par ailleurs pas sans de graves tensions et conflits. Il démissionne de son poste de maire de La Haye en 1930.

### Diplomate
En janvier 1931, il devient l'ambassadeur néerlandais dans l'Italie de Mussolini, envers lequel il éprouve quelque temps une certaine admiration. Les relations des Pays-Bas avec l'Italie fasciste deviennent difficiles à cause de la participation des Pays-Bas aux sanctions économiques contre l'Italie décidées par la Société des Nations après l'invasion italienne de l'Éthiopie en septembre 1935. De façon peu diplomatique, J.A.N. Patijn exprime son insatisfaction vis-à-vis de ces sanctions, qu'il considère - à juste titre - comme inefficaces. 
En juillet 1936, il est nommé ambassadeur à Bruxelles, un poste autrement important que le précédent, en raison des sensibilités historiques traditionnelles et des questions sur la gestion commune des voies navigables. L'amélioration des relations économiques commencée au début des années 1930 se poursuit sous la conduite de Patijn par l'approfondissement de la coopération politique des deux pays, premise par le retour de la Belgique à une politique de neutralité à la fin de 1936.

### Ministre des Affaires étrangères
En septembre 1937, Hendrikus Colijn, pour qui il a de l'admiration, l'appelle à rejoindre son gouvernement pour prendre le poste non pourvu et assuré par le président du conseil lui-même de ministre des Affaires étrangères. Bien qu'il n'ait pas été membre des partis réunis au sein de la coalition gouvernementale (RKSP, ARP et CHU ), il se trouve en accord profond avec la forte orientation chrétienne de cette coalition, car il est un membre actif du Groupe d’Oxford néerlandais, . 
Il succède donc à Colijn à ce poste ministériel trois mois après la formation du 4e gouvernement Colijn et il reste à ce même poste au sein du 5e gouvernement Colijn. Il est donc ministre des Affaires étrangères du 1er octobre 1937 au 12 août 1939. Avec l'appui de la reine Wilhelmina et du roi des Belges, J.A.N. Patijn fait en mai 1939 des offres de service à la France et à l'Allemagne comme négociateurs de paix. Cette initiative, qui obtient le soutien de plusieurs pays européens, est trop tardive pour aboutir. Cette initiative s'inscrivait dans la recherche d'un nouveau point d'ancrage pour la politique étrangère néerlandaise, confrontée, avec les autres pays neutres, à la faillite de la sécurité collective incarnée par la S.D.N.. Dans le même sens, il avait fait une proposition de traités de non-agression avec la France, la Grande-Bretagne, l'Allemagne et la Belgique de février 1939. Vis-à-vis l'Allemagne, bien qu'il ait été très opposé aux idées et au régime national-socialiste, Patijn tente d'éviter les occasions de conflit. Ainsi il ménage la Reichsdeutsche Gemeinschaft, une branche du parti nazi allemand NSDAP qui regroupe depuis plusieurs années des Allemands résidant aux Pays-Bas, et, en 1938, il soutient la politique du ministre de la justice Carel Goseling visant à restreindre l'entrée aux Pays-Bas des Juifs allemands et autrichiens. En 1938, il sera très vivement critiqué pour ce qui semble être une acceptation de facto de la conquête italienne de l'Éthiopie. 
En tant que ministre, il est réputé montrer peu de respect pour le Parlement. C'est avant tout un pragmatique soucieux de trouver des solutions viables aux problèmes du moment, fût-ce au détriment des anciens principes. Il est également connu pour être assez entêté et autoritaire.

### Fin de carrière
Agé de 66 ans, il se retire de la vie publique après la chute du 5e gouvernement Colijn. 
Son intérêt pour les arts, la littérature et la musique est notoire.

## Héritage
Une avenue porte son nom à La Haye. C'est l'une des plus longues de la ville car elle possède le plus haut numéro de maison de La Haye, le n ° 1938. Une autre avenue porte son nom à Zeist . 

## Sources
- Biographie à Biografisch Woordenboek van Nederland.